# Hydraena wencke
Hydraena wencke är en skalbaggsart som beskrevs av Skale och Jäch in Jäch 2009. Hydraena wencke ingår i släktet Hydraena och familjen vattenbrynsbaggar. Inga underarter finns listade i Catalogue of Life.